# L'angelo sporco
L'angelo sporco è un film del 1958 diretto da Alfred Vohrer.

## Trama
Beate Schorlemmer è una studentessa di famiglia benestante. Suo padre ha sempre soddisfatto ogni suo capriccio e la ragazza non sa più cosa desiderare. Maliziosa e viziata, si innamora di Torsten Agast, professore di letteratura della sua classe, anche se ha la stessa età del figlio Dieter. Pur di attirare la sua attenzione ricorre a tentativi piuttosto ingenui e grossolani, ai quali l'insegnante reagisce con il suo atteggiamento riservato e freddo, facendo intendere alla ragazza che le sue astuzie sono inutili. Beate non si scoraggia e spera di arrivare a Agast corteggiando suo figlio; intanto chiede a suo padre una donazione da destinare alla scuola. Nel frattempo arriva Norma Berg, una nuova giovane insegnante, e inevitabilmente Beate ne diventa gelosa. Durante la festa scolastica in occasione della donazione, scoppia una discussione imbarazzante. Fra Norma Berg e il professor Agast si è effettivamente sviluppato un certo affetto e la gelosia di Beate si trasforma sempre più in odio cieco: la studentessa decide di vendicarsi con ogni mezzo possibile.
Beate si fa ricevere con una scusa nell'appartamento di Agast e qui si strappa la camicetta mettendosi ad urlare, per accusare l'insegnante di molestie. Dieter, infatuato dalla ragazza, crede alle sue dichiarazioni e si oppone a suo padre. La cosa suscita scandalo e il professore decide di sottoporsi volontariamente a un giudizio. In seguito alla denuncia sporta dal padre di Beate, il professore viene sospeso e addirittura arrestato. La situazione sembra senza speranza.
Solo Norma Berg e alcuni studenti credono all'innocenza di Agast. I compagni di classe di Beate, consapevoli dell'impossibilità di smascherare la ragazza con mezzi legali, con l'aiuto di uno studente anche lui corteggiato da Beate, istituiscono un “tribunale studentesco” e la costringono con uno stratagemma a confessare per iscritto la sua calunnia. Dieter ritrova la strada per tornare da suo padre che, completamente riabilitato, diventa direttore del liceo di nuova costruzione e sposa Norma Berg. Beate viene mandata in un collegio svizzero dai suoi genitori ma, ancor prima della partenza, i suoi occhi cadono su un compagno di viaggio.

## Produzione
Già dal 1956 la Ultra-Film di Berlino Ovest aveva deciso di trasformarsi da società di doppiaggio in vera e propria casa di produzione cinematografica. Alfred Vohrer, fino ad allora direttore di doppiaggio, aveva scritto una sceneggiatura ma il progetto non era andato in porto. Successivamente, sulla scia dei film americani di successo sui problemi giovanili, lo sceneggiatore Harald G. Petersson fu incaricato di adattare il romanzo Im Hauptfach: Liebe di Roland Rogge, che era stato pubblicato sulle pagine del Welt am Sonntag, e Vohrer riuscì finalmente a firmare la sua prima regia. 
Oltre alla giovane Corny Collins per il ruolo della protagonista, per il ruolo principale maschile si decise di puntare su Peter van Eyck, attraente e già conosciuto. Per i ruoli di studenti furono ingaggiati numerosi giovani all'inizio della carriera, nonché alcuni attori con i quali Vohrer aveva già lavorato nel doppiaggio.
Le riprese si svolsero ad Amburgo da maggio a giugno 1958. Gli interni furono girati negli studi Real-Film di Amburgo-Tonndorf. 

## Distribuzione
Il film venne presentato a Berlino con divieto ai minori di 16 anni. In Italia la commissione di censura nel 1959 approvò la distribuzione del film solo dopo un taglio di alcuni metri di pellicola che riguardavano la visione del seno nudo di un'attrice.